# IonQ
ionQは、アメリカ合衆国メリーランド州カレッジパークを拠点として量子コンピュータを開発する企業。ソフトバンク・インベストメント・アドバイザーズが株式を大量取得しており、戦略的提携を行っている。

## 概要
イオントラップ型量子コンピュータの開発を進めるメリーランド大学とデューク大学の研究成果を元にして商業化するために設立された。量子コンピューティングのクラウドサービスを開始する予定。
同社にはシリコンバレーの有力ベンチャーキャピタルであるNew Enterprise Associatesや、Googleの親会社であるAlphabetのVC部門である米GVやAmazon.comが出資している。

## 技術解説
イオントラップ型は全ての量子ビットの間で相互に量子もつれを発生させられる点が、優れていてハードウエアが量子ビットを増やしやすいという意味での拡張性に優れており、既に50個以上の量子ビットを実現しているとされる。

## 文献
- イオンで作る量子コンピューター 日経サイエンス 2008年11月
- クラウド時代の幕開け 日経サイエンス 2018年4月